# HD169009
HD169009 — хімічно пекулярна зоря спектрального класу A0, що має видиму зоряну величину в смузі V приблизно  6,3.
Вона  розташована на відстані близько 343,0 світлових років від Сонця.

## Фізичні характеристики
Зоря HD169009 обертається 
порівняно повільно 
навколо своєї осі. Проєкція її екваторіальної швидкості на промінь зору становить  Vsin(i)= 44км/сек.